# Madina Abylqassymowa
Madina Jerassylqysy Abylqassymowa (kasachisch Мадина Ерасылқызы Әбілқасымова Madina Erasylqyzy Äbylkasymova, russisch Мадина Ерасыловна Абылкасымова Madina Jerassylowna Abylkassymowa; * 1. August 1978 in Alma-Ata, Kasachische SSR) ist eine kasachische Politikerin. Seit Dezember 2019 ist sie Vorsitzende der kasachischen Agentur zur Regulierung und Entwicklung des Finanzmarktes.

## Leben
Madina Abylqassymowa wurde 1978 in Alma-Ata geboren. Sie schloss 1999 ein Studium am Institut für Volkswirtschaft in ihrer Heimatstadt ab. 2003 erlangte sie einen Master of International Relations an der Columbia University und 2011 folgte ein Master of Public Administration an der Harvard Kennedy School der Harvard University.
Ihre berufliche Laufbahn begann sie 1999 als Mitarbeiterin der Agentur für strategische Planung Kasachstans. Zwischen 2003 und 2004 war sie Leiterin der Abteilung für strategische Planung des Ministeriums für Wirtschaft und Haushaltsplanung. In den folgenden zwei Jahren arbeitete sie für das Center for Marketing and Analytical Research als Direktor der Abteilung für Politikanalyse. von 2006 bis 2008 war Abylqassymowa stellvertretende Leiterin der Sozial- und Wirtschaftsabteilung des Amtes des Premierministers und anschließend bis 2011 stellvertretende Leiterin des Zentrums für strategische Entwicklung und Analyse der kasachischen Präsidialverwaltung. Danach bekleidete sie den Posten der stellvertretenden Ministerin für wirtschaftliche Entwicklung und Handel, bevor sie von 2013 bis 2014 stellvertretende Ministerin für Wirtschaft und Haushaltsplanung war. Seit August 2014 war sie stellvertretende Ministerin für nationale Wirtschaft und seit dem 9. Februar 2018 war Abylqassymowa kasachische Ministerin für Arbeit und Sozialschutz.
Anfang Februar 2019 zogen Abylqassymowa und ihr Ministerium Kritik auf sich, nachdem bei einem Brand in Astana fünf Kinder ums Leben kamen, während beide Eltern arbeiten waren. Demonstrierende Mütter forderten daraufhin den Rücktritt der Arbeitsministerin, die sich zuvor ablehnend gegenüber finanziellen Zuschüssen für Mütter äußerte. Nach einem Regierungswechsel Ende Februar gehörte sie der Regierung nicht mehr an.
Am 12. März 2019 wurde sie zur ersten stellvertretenden Wirtschaftsministerin Kasachstans ernannt. Nach nur rund zwei Wochen in diesem Amt wurde sie am 28. März zur stellvertretenden Vorsitzenden der Kasachischen Nationalbank ernannt. Auch diese Position hatte sie nur wenige Monate inne, denn bereits am 18. Dezember desselben Jahres wurde Abylqassymowa Vorsitzende der Agentur zur Regulierung und Entwicklung des Finanzmarktes.